# 29 î.Hr.

## Decese
- 12 august: Cleopatra conducătoare a regatului Ptolemeic din Egipt (n. 69 î.Hr.)
- dată necunoscută: Mariamna I  (n. ?)